# 男はつらいよ 浪花の恋の寅次郎
『男はつらいよ 浪花の恋の寅次郎』（おとこはつらいよ なにわのこいのとらじろう）は、1981年8月8日に公開された日本映画。『男はつらいよ』シリーズの27作目。
マドンナは、瀬戸内海の島から大阪へ出てきた芸者・浜田ふみ役の松坂慶子。本作から満男役が中村はやとから吉岡秀隆に変更された。

## あらすじ
寅次郎が旅先で見た夢では、寅次郎は「浦島寅次郎」であり、乙姫様（演：松坂慶子）やタコ（演：太宰久雄）がいる竜宮城から、源公の亀に乗り、柴又村に帰ってくる。さくら・博夫婦のように見える二人は寅次郎のことを知らないと言う。実は二人は、何十年も時が経っている孫世代の夫婦なのであった。玉手箱をあけると、源公の亀が年寄りになる。
寅次郎は、とらやに帰ってきて、タコ社長と喧嘩になる。その日、金策に出かけたタコ社長が行方不明になり、自分がかけた言葉のせいではないかと非常に心配して江戸川沿いを探していた寅次郎は、夜中になって酒を飲んで帰ってきたタコ社長とまたも喧嘩になる。最後はおとなしくなった寅次郎であったが、翌朝旅に出てしまう。
寅次郎は瀬戸内海の小島で、祖母の墓参りをするふみ（松坂慶子）に出会う。聞けばふみの両親は幼いころに離婚し、祖母は育ての親だという。ふみはこの島で育てられ、現在は大阪で働いていると言うが職業は明かさなかった。
しばらくして寅次郎が大阪に行き、石切神社で水中花の啖呵売をしていると、芸者姿のふみが現れる。二人は再会を喜び、寅次郎はふみたち芸者と遊び歩く。夜になって、ふみは、寅次郎を逗留先の「新世界ホテル」まで送るが、タクシー代を渡そうとする寅次郎に、「寅さんは友達だから」と受け取りを拒む。
ある日、寅次郎とふみは、宝山寺に出かける。ふみが絵馬に書いた願い事から、寅次郎はふみには両親の離婚と同時に生き別れ母親方に引き取られた弟(水上英男)がいることを知る。弟に全く会っていないと語るふみに、寅次郎は今すぐ会いに行くことを勧める。二人は急遽タクシーを駆って、弟の勤務先である運送会社に向かったが、彼は前月に急病で亡くなっていた。
寅次郎とふみは、亡くなった弟のアパートに行って彼の恋人に会い、弟がふみを「お母さんみたいに懐かしい人や」と言って、とても会いたがっていたと知る。ふみは、大事な仕事があったため仕事に向かうが、悲しみのあまり、最後までやりきることができず、新世界ホテルの寅次郎を訪ねてくる。寅次郎は、いろいろ話を聞くまでは頼もしかったが、酔ったふみに「今晩、この部屋に泊めてほしい」と言われると、しりごみして、自分は他の部屋で寝ることになる。翌朝、寅次郎がふみに会いにいくと、「これから、どう生きて行くか一人で考えていきます。寅さんお幸せに。さようなら」という置手紙があった。
寅次郎は大阪を去り、柴又のとらやへ帰ってきて、「大阪の芸者にふられた」ことを嘆く。ところが、しばらくすると、芸者をやめたというふみがとらやを訪ねてきた。ふみの来訪に、天にも昇る心地の寅次郎。しかし直後、ふみの口から、約束をしていた板前と結婚し、彼の故郷である対馬に移り住むという言葉が出る。寅次郎は、その日のうちにとらやを立ち去るふみになんとか祝福の言葉をかけるが、さくらには「わざわざ来ることはなかったんだよ。こっちの気持ちにもなってくれっていうんだよ。こんな惨めな気分にさせられてよ」とこぼし、いつになく落ち込んでしまう。
寅次郎がとらやを去った後、新世界ホテルの喜介（芦屋雁之助）がたまっていた宿賃を取り立てにとらやまで来る。そのころ、寅次郎は対馬まで行き、ふみとその夫に会う。晴れ晴れとした表情で、心から二人を祝福する寅次郞であった。

## スタッフ
- 監督・原作：山田洋次
- 脚本：山田洋次、朝間義隆
- 音楽：山本直純

## キャスト
- 車寅次郎：渥美清
- 諏訪さくら：倍賞千恵子
- 浜田ふみ/夢の竜宮城乙姫様：松坂慶子
- 車竜造：下條正巳
- 車つね：三崎千恵子
- 諏訪博：前田吟
- 社長（桂梅太郎）/夢の竜宮城のタコ：太宰久雄
- 源公/夢の竜宮城の亀：佐藤蛾次郎
- 諏訪満男：吉岡秀隆
- 芸者：正司照江 - ふみの先輩芸者。
- 芸者：正司花江 - ふみの先輩芸者。
- 信子：マキノ佐代子 - ふみの弟・水上英男の恋人
- 喜介の母かね：初音礼子 - 大阪の安宿「新世界ホテル」の女主人
- 安宿の老人：笑福亭松鶴 - 新世界ホテルの酔った老人。
- とらやの客（草野球選手）：関敬六
- 吉田：冷泉公裕 - ふみの弟水上英男の勤務先の元同僚。
- 板前・誠：斉藤洋介 -対馬から大阪に板前修業に来ている。ふみに恋をしている。
- テキ屋 : 浮世亭とん平 - 石切劔箭神社参道でおみくじを売る。
- サイクリングの男・久世龍之介
- 川岸のサイクリングの男：津嘉山正種
- 印刷工・中村: 笠井一彦
- 印刷工：羽生昭彦
- 同: 木村賢治
- 同: 篠原靖夫
- 同: 入江正夫
- 同: 小田草之介
- 宴席の客: 加島潤
- 同:九十九八十一
- 同:東竜司
- 同:上野純
- 同:団巌
- 同:酒井栄子
- 石切参道の茶店店員:光映子
- 秩父晴子
- とらやの客：谷よしの
- サイクリングの女の子:一氏ゆかり
- 齋藤悦子
- 水木涼子
- 伊藤晶子
- 小川由夏
- 村上記代
- 松竹歌劇団
- 運転主任：大村崑 - ふみの弟・水上英男の勤務先「山下運輸株式会社」の元上司）
- 御前様：笠智衆
- 喜介：芦屋雁之助 - 大阪通天閣の安宿「新世界ホテル」の主人。

## 製作
山田洋次は関西弁が好きでなく、これまで大阪をあまり舞台にしなかった。このため従来の本シリーズは関西ではあまり興行が振るわなかったが、本作は大阪を舞台にしたことで関西や西日本でもお客がよく入った。また松竹の看板女優・松坂慶子がようやく初出演し、ヒットに寄与した。松坂があまり乗り気でなく、山田も好きなタイプでないことから、これまで実現しなかったが、会社が松坂の出演を説得したとされる。

## エピソード
- 寅次郎が石切神社の門前町で水中花を売っているが、これは松坂慶子のヒット曲『愛の水中花』にかけたものである。
- さくらがスクーターに乗っている珍しいシーンがある。
- 源公の口から「大阪出身」「母親は自分を生んで逃げた」など自分の生い立ちを語るシーンがある。
- 使用されたクラシック音楽
  - アメリカ民謡：『いとしのクレメンタイン』（『雪山讃歌』）のオルゴール～新世界ホテルの二階で寅さんがふみの手紙を読んだ後流れる。
- DVDに収録されている特典映像には撮影シーンの他、以下のような別シーン、没カットが収録されている。
  - 瀬戸内海の船上寅が子供と会話し(特報)、子どもの頬をいじるシーン(予告編)。
  - ふみが柴又へ到着したため、寅が黒電話を抱えて迎えるシーン。
  - ふみがお墓参りをしている時、「特報」ではお墓に置いたお線香を取りマッチを落とすシーンになっているが、本編ではお花を供えるだけでマッチは落としていない。
  - 笑福亭松鶴が寅さんを褒めるシーン。
  - 寅とふみが宝山寺を上るシーンで本編では「帝釈天、これより小さいけどな」であるが「これより小さいけどな」等が省かれている別シーン。

## ロケ地
- 長崎県対馬市(豊玉町和多都美神社(夢から覚めた地)、厳島(寿し処「海八」)、峰町(寅がふみを訪ねる))
- 大阪府大阪市（新世界、宗右衛門町、此花区春日出南一丁目(英男のアパート)、安治川大橋、天王寺動物園、通天閣本通り）、東大阪市（石切劔箭神社）
- 広島県呉市(大崎下島・豊町大長・大長大橋、豊島・室原神社、豊浜船着場、きのえ温泉清風館)
- 奈良県生駒市(宝山寺)

佐藤(2019)、p.630より

## 記録
- 観客動員数：182万1000人[3]
- 配給収入：13億1000万円[4]（13億2000万円[3]とも）

## 受賞
- 第5回日本アカデミー賞最優秀主演女優賞／松坂慶子
- 第36回毎日映画コンクール女優演技賞／倍賞千恵子
- 第24回ブルーリボン賞主演女優賞／松坂慶子
- 第6回報知映画賞最優秀主演女優賞／松坂慶子

## 同時上映
- 『俺とあいつの物語』